# Jounieh
Jounieh (em árabe: جونيه) é uma cidade do Líbano, capital do distrito de Keserwan, na província do Monte Líbano. Segundo estimativas de 2010, cerca de 430 mil habitantes moram em sua área metropolitana. É uma cidade costeira que se localiza a 16km da capital Beirute, e integra a chamada Grande Beirute. É considerada um polo turístico do país.   

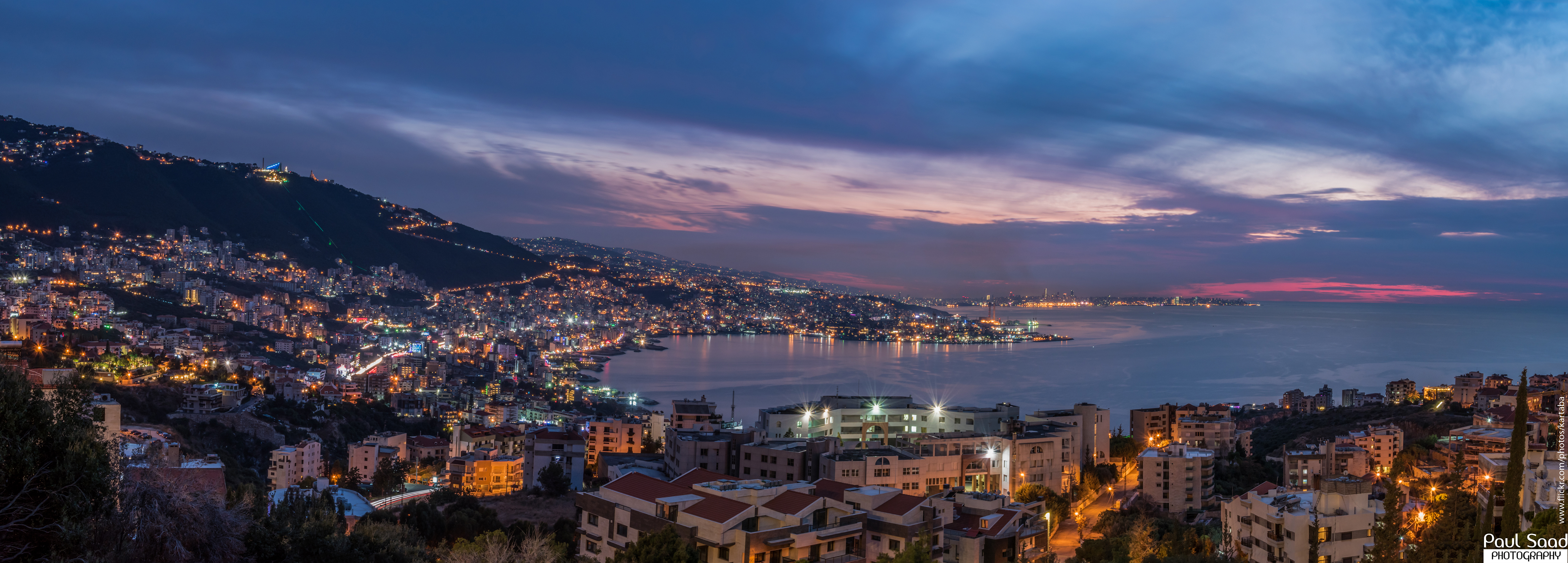
Panorama da cidade